# Kisvásárhely
Kisvásárhely es un pueblo ubicado en el condado de Zala, Hungría.

## Superficie
Posee una superficie de 4,35 kilómetros cuadrados.

## Demografía
Hasta 2021 la población era de 31 habitantes, con una densidad de población de 7,12 habitantes por kilómetro cuadrado. En 2011 el 93% de la población estaba conformada por húngaros y la religión predominante era el catolicismo.